# 小行星5745
小行星5745（英語：5745）是一颗围绕太阳公转的小行星。1991年1月9日，T. Hioki、早川修司在奥多摩町发现了此天体。
这颗小行星的绝对星等为28.27530等。